# 2,5-Diklóranilin
A 2,5-diklóranilin szerves vegyület, a C6H3Cl2NH2 képletű hat diklóranilin izomer egyike. Színtelen, vízben oldhatatlan szilárd anyag. 1,4-Diklór-2-nitrobenzol hidrogénezésével állítják elő. Festékek és pigmentek, például a Pigment Yellow 10 prekurzora.

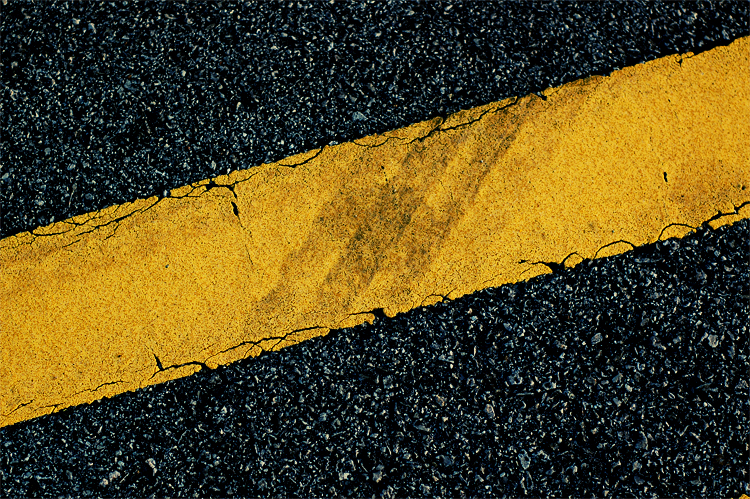
Az 1,4-diklóranilin egyik származéka, a Pigment Yellow 10 az USA-ban a sárga útburkolati jelek gyakran használt összetevője

## Fordítás
Ez a szócikk részben vagy egészben  a(z)   2,5-Dichloroaniline című angol Wikipédia-szócikk ezen változatának fordításán alapul.  Az eredeti cikk szerkesztőit annak laptörténete sorolja fel. Ez a jelzés csupán a megfogalmazás eredetét és a szerzői jogokat jelzi, nem szolgál a cikkben szereplő információk forrásmegjelöléseként.